# Liste des cours d'eau de l'Yonne

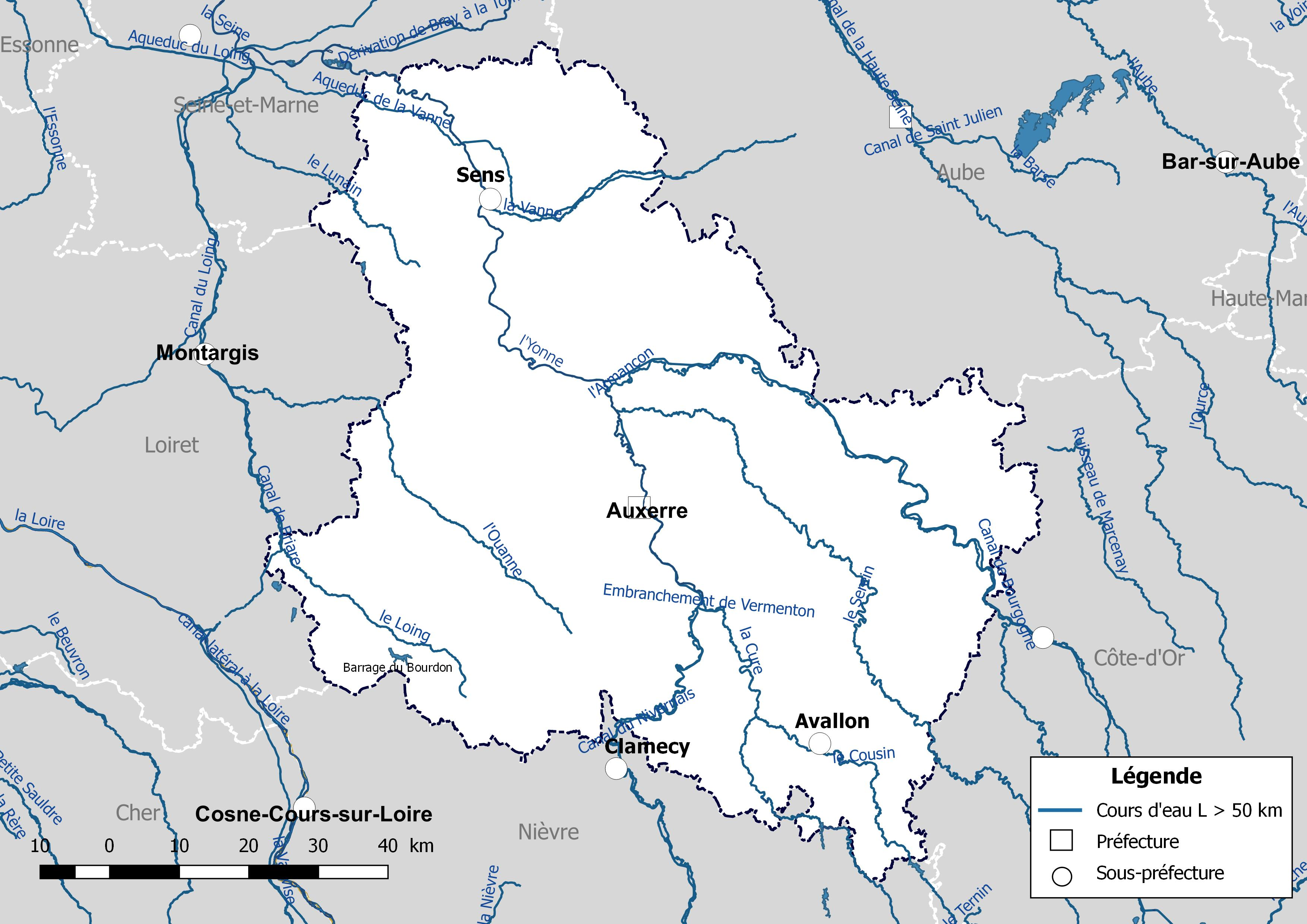
Carte des cours d'eau de longueur supérieure à 50 km de l'Yonne.

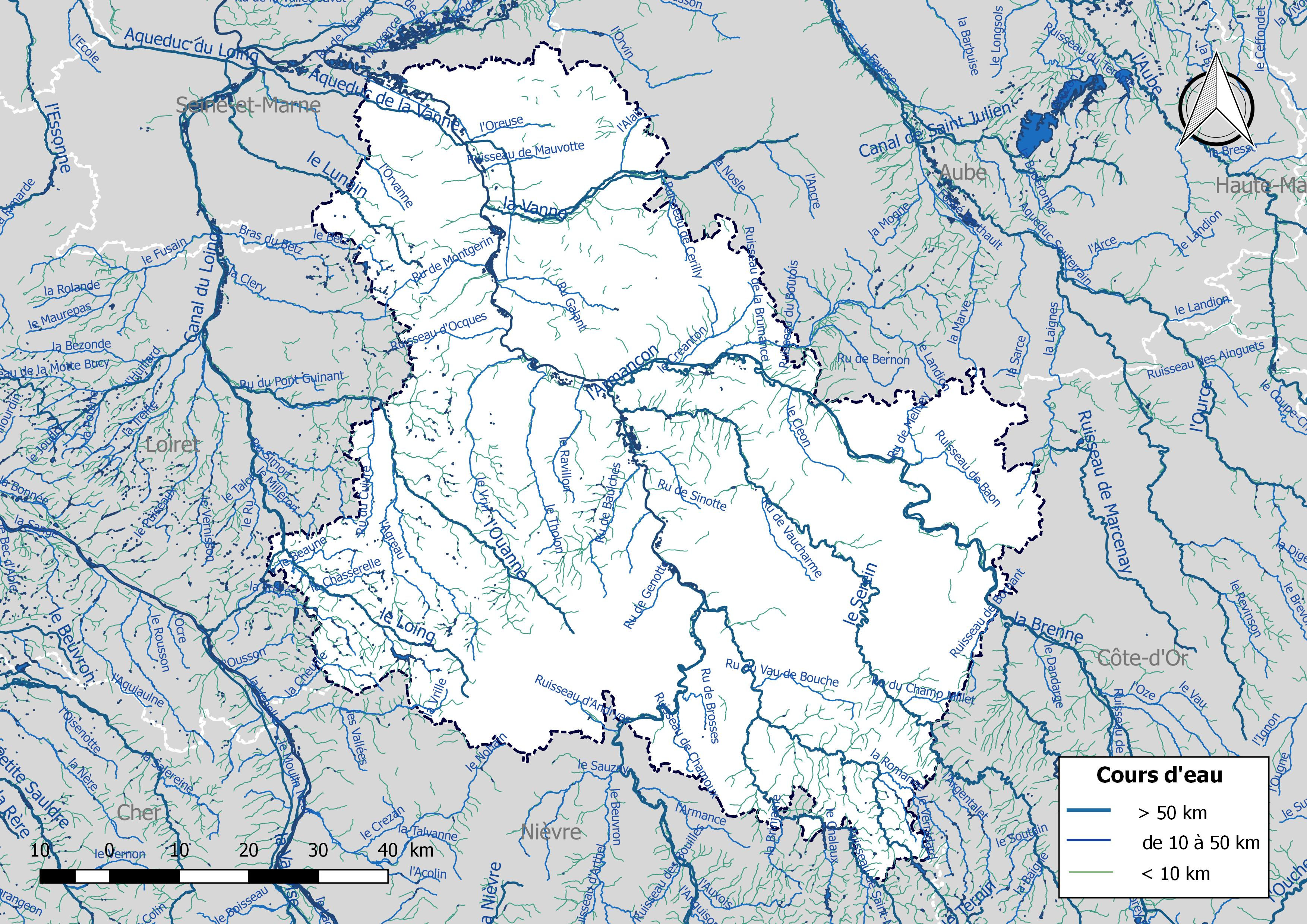
Carte de l'ensemble du réseau hydrographique de l'Yonne.

La liste des cours d'eau de l'Yonne présente les principaux cours d'eau , de longueur supérieure à 10 km, traversant pour tout ou partie le territoire du département français de l' Yonne dans la région Bourgogne-Franche-Comté. Plus de 1 400 cours d'eau sont recensés en 2014 dans le référentiel national BD Carthage sur le territoire départemental, dont 62 cours d'eau naturels et quatre canaux de longueur supérieure à 10 km.
Les cours d'eau sont ordonnés selon leur origine naturelle (fleuve, rivières ou ruisseaux) ou artificielle (canaux). Pour chacun d'entre eux sont précisés : sa classe, sa longueur totale, le cours d'eau dans lequel il se jette (confluence), le bassin collecteur auquel il appartient, le nombre de départements et de communes traversés et le nom des communes qu'il irrigue dans le département de l'Yonne.

## Cours d'eau naturels

### Définition
Jusqu'en 2016, aucun texte législatif ne définissait la notion de cours d’eau. Ce n'est qu'avec la loi du 8 août 2016 pour la reconquête de la biodiversité, de la nature et des paysages que cette lacune est comblée. L'article 118 de cette loi insère un nouvel article L. 215-7-1 dans le code de l'environnement précisant que « constitue un cours d'eau un écoulement d'eaux courantes dans un lit naturel à l'origine, alimenté par une source et présentant un débit suffisant la majYonne partie de l'année. L'écoulement peut ne pas être permanent compte tenu des conditions hydrologiques et géologiques locales. ». Ainsi les trois critères cumulatifs caractérisant un cours d'eau sont :
- la présence et la permanence d’un lit naturel à l’origine, ce qui distingue les cours d’eau (artificialisés ou non) des fossés et canaux creusés par la main de l’homme ;
- l’alimentation par une source ;
- la permanence d’un débit suffisant une majeure partie de l’année, critère qui doit être évalué en fonction des conditions climatiques et hydrologiques locales.

### Cours d'eau permanents de longueur supérieure ou égale à 10 km
La base de données Carthage est le référentiel du réseau hydrographique français. Cette base est réalisée à partir de la couche hydrographie de la base de données Carto enrichie par le ministère chargé de l'environnement et les agences de l'eau avec le découpage du territoire en zones hydrographiques d'une part et la codification de ces zones et du réseau hydrographique d'autre part. De cette base, il ressort que le réseau hydrographique de l'Yonne comprend 62 cours d'eau permanents de longueur supérieure à 10 km et dont le cours est en partie ou en totalité dans le département de l'Yonne.
Le référentiel national hiérarchise le réseau en 7 classes selon l'importance décroissante des cours d'eau. Le tableau ci-après regroupe tous les cours d'eau irriguant pour tout ou partie du département et appartenant à l'une des classes 1 à 4, c'est-à-dire de longueur supérieure à 10 km.

Aperçu des principaux cours d'eau drainant le département de l'Yonne
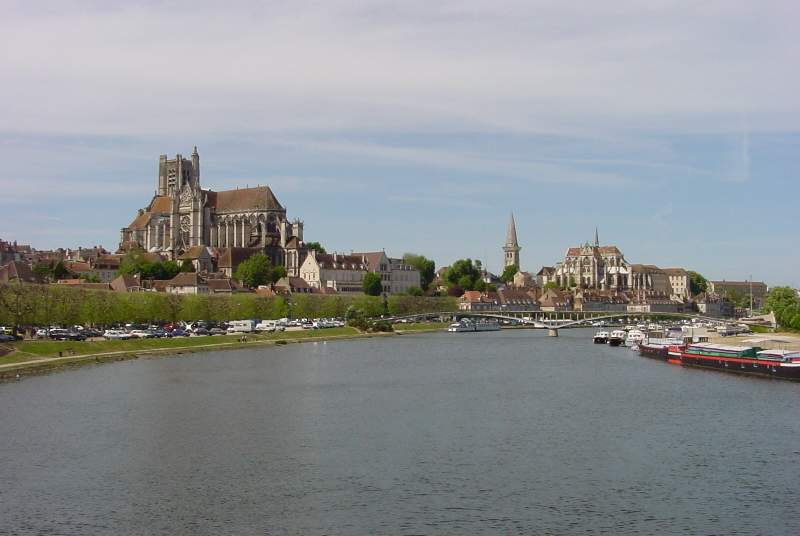
L'Yonne à Auxerre.
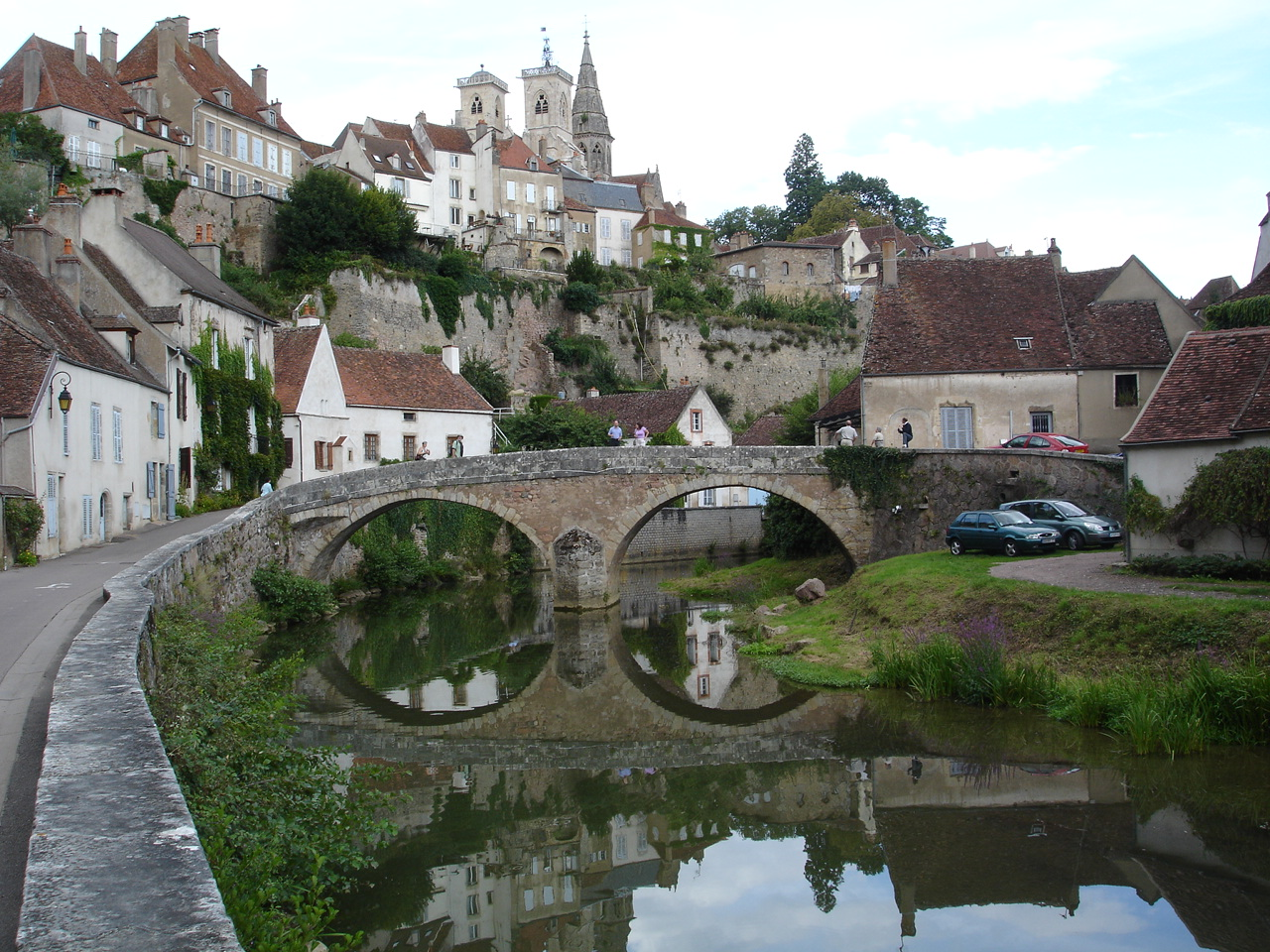
L'Armançon au pont Pinard de Semur-en-Auxois.
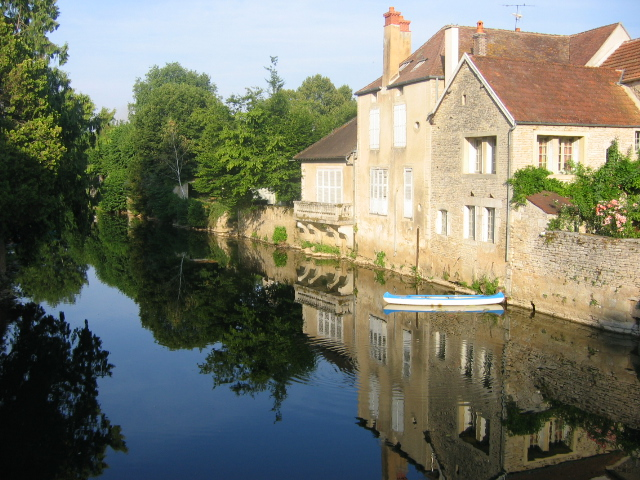
Le Serein à Noyers.
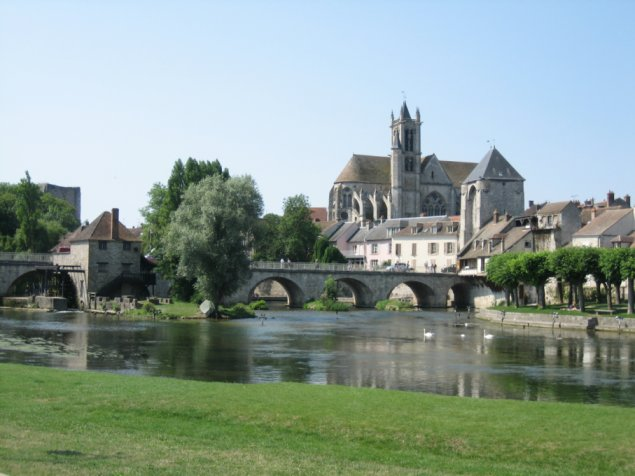
Le Loing à Moret-sur-Loing.
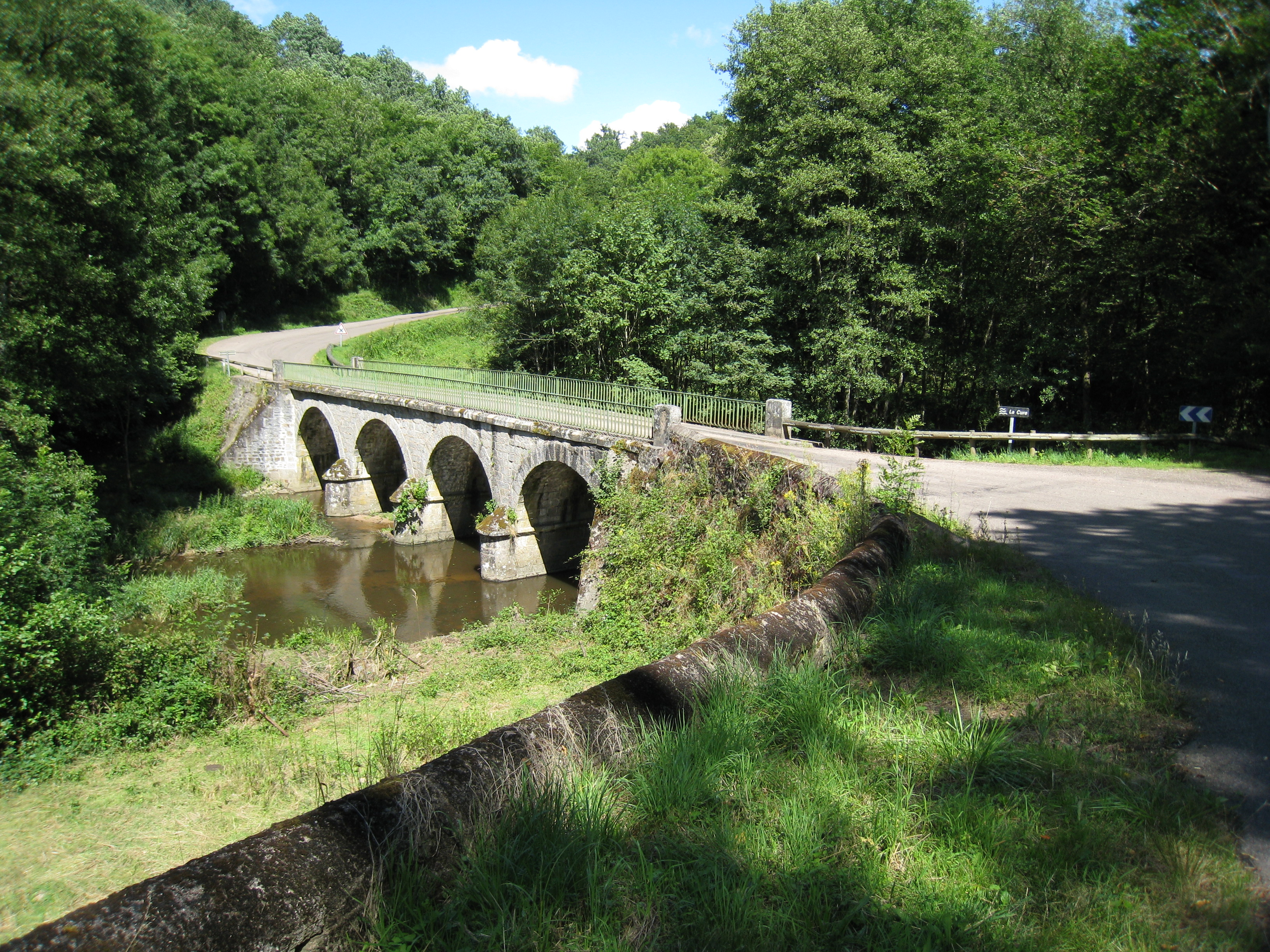
La Cure à Saint-André-en-Morvan.
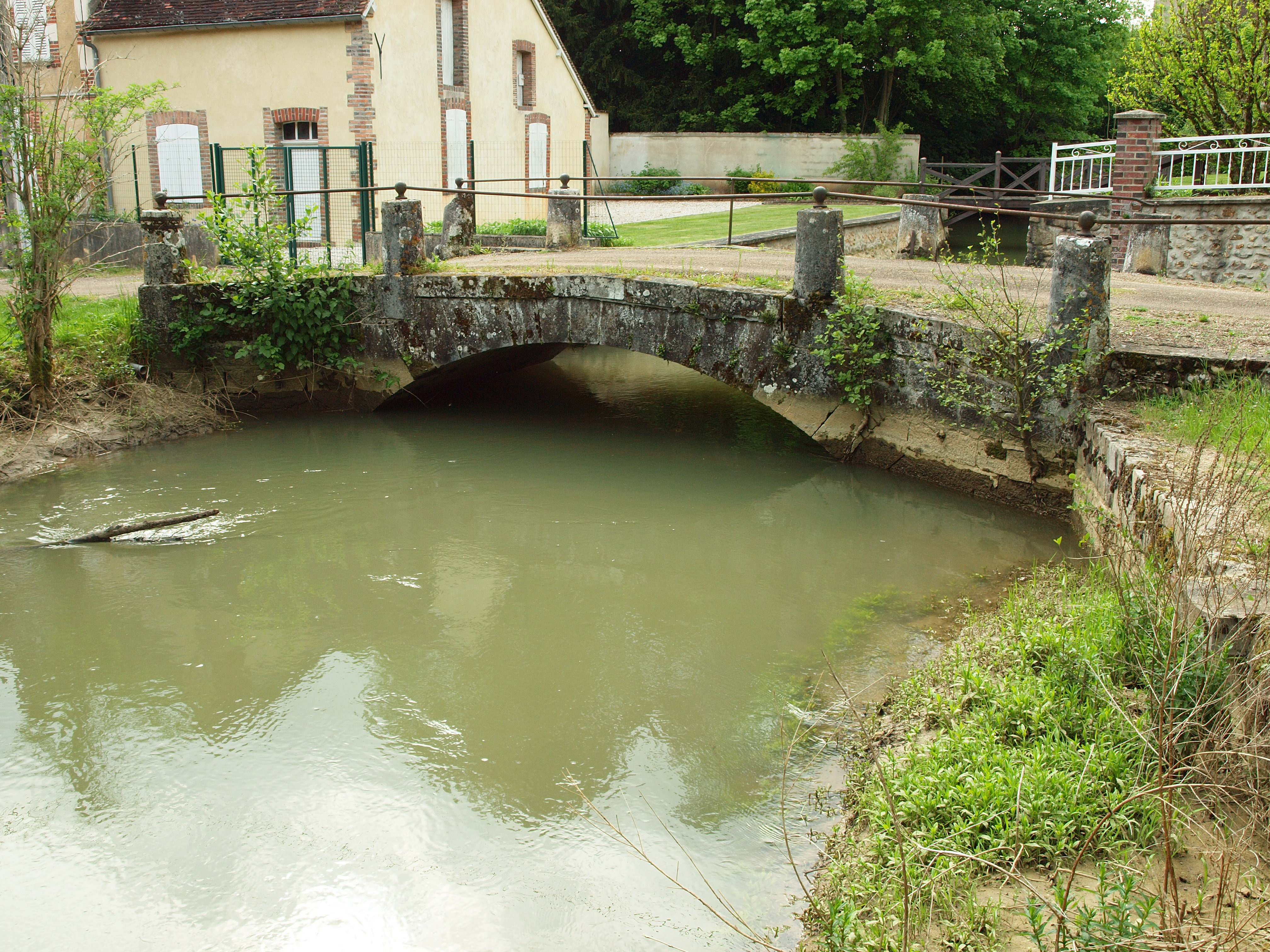
Pont sur l'Ouanne à Villiers-Saint-Benoît.

| Nom du cours d'eau      | Longueur totale (en km) | Confluence             | Bassin collecteur | Source                      | Point de confluence         | Départements irrigués          | Communes irriguées | Communes irriguées | Communes irriguées |
| Nom du cours d'eau      | Longueur totale (en km) | Confluence             | Bassin collecteur | Source                      | Point de confluence         | Départements irrigués          | Nb total           | Nb ds le dép.      | Communes du département |
| ----------------------- | ----------------------- | ---------------------- | ----------------- | --------------------------- | --------------------------- | ------------------------------ | ------------------ | ------------------ | --- |
| Agréau                  | 24,1                    | le Branlin             | la Seine          | 47° 39′ 34″ N, 3° 09′ 00″ E | 47° 48′ 45″ N, 3° 05′ 47″ E | 1 (89)                         | 6                  | 6                  | Champignelles, Charny Orée de Puisaye, Mézilles, Saint-Fargeau, Tannerre-en-Puisaye, Villeneuve-les-Genêts. |
| Alain                   | 11,6                    | la Vanne               | la Seine          | 48° 18′ 15″ N, 3° 36′ 20″ E | 48° 13′ 59″ N, 3° 31′ 56″ E | 2 (10, 89)                     | 4                  | 3                  | Courgenay, Lailly, Molinons. |
| Aqueduc de Cochepies    | 10,8                    | Aqueduc de la Vanne    | la Seine          | 48° 05′ 39″ N, 3° 18′ 48″ E | 48° 11′ 15″ N, 3° 19′ 48″ E | 1 (89)                         | 6                  | 6                  | Maillot, Malay-le-Grand, Passy, Rosoy, Véron, Villeneuve-sur-Yonne. |
| Aqueduc de la Vanne     | 156,9                   | l'Yonne                | la Seine          | 48° 13′ 27″ N, 3° 39′ 41″ E | 48° 49′ 29″ N, 2° 20′ 02″ E | 7 (10, 75, 77, 89, 91, 92, 94) | 65                 | 24                 | Champigny, La Chapelle-sur-Oreuse, Chaumont, Les Vallées de la Vanne, Cuy, Évry, Flacy, Foissy-sur-Vanne, Gisy-les-Nobles, Malay-le-Grand, Malay-le-Petit, Molinons, Pont-sur-Vanne, Pont-sur-Yonne, Saint-Agnan, Saint-Clément, Sens, Soucy, Villeblevin, Villemanoche, Villeneuve-la-Guyard, Villeneuve-l'Archevêque, Villeperrot, Villiers-Louis. |
| Armance                 | 47,6                    | l'Armançon             | la Seine          | 48° 02′ 07″ N, 4° 08′ 57″ E | 47° 59′ 33″ N, 3° 43′ 29″ E | 2 (10, 89)                     | 19                 | 5                  | Beugnon, Butteaux, Germigny, Saint-Florentin, Soumaintrain. |
| Armançon                | 202,1                   | l'Yonne                | la Seine          | 47° 13′ 06″ N, 4° 32′ 53″ E | 47° 57′ 10″ N, 3° 30′ 28″ E | 3 (10, 21, 89)                 | 70                 | 41                 | Aisy-sur-Armançon, Ancy-le-Franc, Ancy-le-Libre, Argentenay, Argenteuil-sur-Armançon, Bernouil, Brienon-sur-Armançon, Butteaux, Charmoy, Chassignelles, Cheney, Cheny, Chéu, Cry, Dannemoine, Esnon, Flogny-la-Chapelle, Fulvy, Germigny, Jaulges, Junay, Lézinnes, Migennes, Mont-Saint-Sulpice, Nuits, Ormoy, Pacy-sur-Armançon, Percey, Perrigny-sur-Armançon, Ravières, Roffey, Saint-Florentin, Saint-Martin-sur-Armançon, Tanlay, Tonnerre, Tronchoy, Vergigny, Vézinnes, Villiers-les-Hauts, Villiers-Vineux, Vireaux. |
| Aveyron                 | 30,1                    | le Loing               | la Seine          | 47° 46′ 42″ N, 3° 01′ 07″ E | 47° 52′ 47″ N, 2° 49′ 17″ E | 2 (45, 89)                     | 5                  | 1                  | Champcevrais. |
| Beaune                  | 14,5                    | le Loing               | la Seine          | 47° 43′ 12″ N, 3° 00′ 39″ E | 47° 43′ 34″ N, 2° 54′ 03″ E | 1 (89)                         | 5                  | 5                  | Bléneau, Champcevrais, Champignelles, Rogny-les-Sept-Écluses, Saint-Privé. |
| Betz                    | 34,4                    | le Loing               | la Seine          | 48° 06′ 47″ N, 3° 05′ 21″ E | 48° 09′ 13″ N, 2° 45′ 12″ E | 3 (45, 77, 89)                 | 8                  | 2                  | Domats, Montacher-Villegardin. |
| Branlin                 | 43,7                    | l'Ouanne               | la Seine          | 47° 36′ 06″ N, 3° 14′ 44″ E | 47° 51′ 31″ N, 3° 05′ 36″ E | 1 (89)                         | 8                  | 8                  | Champignelles, Fontaines, Charny Orée de Puisaye, Mézilles, Saints-en-Puisaye, Saint-Sauveur-en-Puisaye, Tannerre-en-Puisaye, Villeneuve-les-Genêts. |
| Brinjame                | 15,7                    | la Cure                | la Seine          | 47° 18′ 08″ N, 3° 51′ 58″ E | 47° 23′ 44″ N, 3° 49′ 44″ E | 2 (58, 89)                     | 6                  | 1                  | Domecy-sur-Cure. |
| Chalaux                 | 36,3                    | la Cure                | la Seine          | 47° 08′ 59″ N, 4° 01′ 51″ E | 47° 23′ 05″ N, 3° 54′ 36″ E | 2 (58, 89)                     | 7                  | 1                  | Saint-Germain-des-Champs. |
| Chasserelle             | 12                      | le Loing               | la Seine          | 47° 42′ 09″ N, 3° 04′ 19″ E | 47° 41′ 37″ N, 2° 57′ 28″ E | 1 (89)                         | 4                  | 4                  | Bléneau, Saint-Fargeau, Saint-Privé, Villeneuve-les-Genêts. |
| Cheuille                | 27,5                    | la Loire               | la Loire          | 47° 33′ 42″ N, 3° 04′ 15″ E | 47° 34′ 49″ N, 2° 48′ 15″ E | 3 (45, 58, 89)                 | 7                  | 1                  | Lavau. |
| Cléon                   | 18,5                    | l'Armancon             | la Seine          | 47° 49′ 48″ N, 3° 57′ 10″ E | 47° 56′ 56″ N, 3° 51′ 31″ E | 1 (89)                         | 8                  | 8                  | Carisey, Dyé, Flogny-la-Chapelle, Serrigny, Tissey, Tonnerre, Vézannes, Villiers-Vineux. |
| Cléry                   | 43,1                    | le Loing               | la Seine          | 48° 06′ 14″ N, 3° 09′ 08″ E | 48° 07′ 06″ N, 2° 45′ 50″ E | 2 (45, 89)                     | 13                 | 3                  | Égriselles-le-Bocage, Savigny-sur-Clairis, Vernoy. |
| Cousin                  | 66,7                    | la Cure                | la Seine          | 47° 14′ 25″ N, 4° 08′ 21″ E | 47° 31′ 35″ N, 3° 47′ 14″ E | 3 (21, 58, 89)                 | 13                 | 10                 | Avallon, Beauvilliers, Cussy-les-Forges, Givry, Magny, Pontaubert, Quarré-les-Tombes, Saint-Brancher, Saint-Léger-Vauban, Vault-de-Lugny. |
| Créanton                | 18,7                    | l'Armancon             | la Seine          | 48° 05′ 03″ N, 3° 40′ 52″ E | 47° 59′ 00″ N, 3° 37′ 07″ E | 1 (89)                         | 5                  | 5                  | Brienon-sur-Armançon, Chailley, Champlost, Saint-Florentin, Venizy. |
| Creusant                | 12,3                    | le Cousin              | la Seine          | 47° 21′ 41″ N, 4° 05′ 02″ E | 47° 26′ 42″ N, 4° 00′ 48″ E | 1 (89)                         | 4                  | 4                  | Bussières, Saint-Brancher, Saint-Léger-Vauban, Sainte-Magnance. |
| Cure                    | 113,3                   | l'Yonne                | la Seine          | 47° 06′ 31″ N, 4° 05′ 11″ E | 47° 40′ 34″ N, 3° 41′ 16″ E | 3 (58, 71, 89)                 | 29                 | 19                 | Arcy-sur-Cure, Asquins, Bessy-sur-Cure, Blannay, Chastellux-sur-Cure, Deux Rivières, Domecy-sur-Cure, Foissy-lès-Vézelay, Givry, Lucy-sur-Cure, Montillot, Pierre-Perthuis, Quarré-les-Tombes, Saint-Germain-des-Champs, Saint-Moré, Saint-Père, Sermizelles, Vermenton, Voutenay-sur-Cure. |
| Loing                   | 142,7                   | la Seine               | la Seine          | 47° 33′ 13″ N, 3° 13′ 57″ E | 48° 23′ 16″ N, 2° 48′ 08″ E | 3 (45, 77, 89)                 | 40                 | 8                  | Bléneau, Moutiers-en-Puisaye, Rogny-les-Sept-Écluses, Sainte-Colombe-sur-Loing, Saint-Fargeau, Saint-Martin-des-Champs, Saint-Privé, Saint-Sauveur-en-Puisaye. |
| Lunain                  | 51,4                    | le Loing               | la Seine          | 48° 06′ 39″ N, 3° 08′ 45″ E | 48° 20′ 10″ N, 2° 46′ 56″ E | 2 (77, 89)                     | 18                 | 7                  | La Belliole, Chéroy, Courtoin, Égriselles-le-Bocage, Montacher-Villegardin, Saint-Valérien, Vernoy. |
| Marve                   | 20,1                    | l'Hozain               | la Seine          | 47° 57′ 45″ N, 4° 12′ 47″ E | 48° 06′ 34″ N, 4° 12′ 39″ E | 2 (10, 89)                     | 6                  | 1                  | Arthonnay. |
| Milleron                | 14,5                    | le Loing               | la Seine          | 47° 45′ 41″ N, 2° 55′ 29″ E | 47° 49′ 35″ N, 2° 50′ 46″ E | 2 (45, 89)                     | 5                  | 1                  | Rogny-les-Sept-Écluses. |
| Oreuse                  | 17,1                    | l'Yonne                | la Seine          | 48° 17′ 37″ N, 3° 23′ 45″ E | 48° 18′ 09″ N, 3° 12′ 45″ E | 1 (89)                         | 6                  | 6                  | La Chapelle-sur-Oreuse, Évry, Gisy-les-Nobles, Michery, Pont-sur-Yonne, Thorigny-sur-Oreuse. |
| Orvanne                 | 38,8                    | Aqueduc de la Vanne    | la Seine          | 48° 11′ 01″ N, 3° 06′ 45″ E | 48° 22′ 40″ N, 2° 49′ 06″ E | 2 (77, 89)                     | 13                 | 3                  | Dollot, Saint-Valérien, Vallery. |
| Ouanne                  | 83,8                    | le Loing               | la Seine          | 47° 38′ 09″ N, 3° 26′ 06″ E | 47° 57′ 14″ N, 2° 46′ 47″ E | 2 (45, 89)                     | 13                 | 7                  | Charny Orée de Puisaye, Dracy, Leugny, Moulins-sur-Ouanne, Ouanne, Toucy, Villiers-Saint-Benoît. |
| Ravillon                | 22,6                    | l'Yonne                | la Seine          | 47° 48′ 17″ N, 3° 26′ 07″ E | 47° 57′ 52″ N, 3° 27′ 33″ E | 1 (89)                         | 8                  | 8                  | Champlay, Charbuy, Épineau-les-Voves, Fleury-la-Vallée, Valravillon, Laroche-Saint-Cydroine, Lindry, Poilly-sur-Tholon. |
| Rigole de Saint-Privé   | 20,6                    | Rigole de l'Etang Neuf | la Seine          | 47° 41′ 06″ N, 3° 00′ 01″ E | 47° 43′ 22″ N, 2° 51′ 14″ E | 1 (89)                         | 3                  | 3                  | Bléneau, Rogny-les-Sept-Écluses, Saint-Privé. |
| Romanée                 | 25,9                    | le Cousin              | la Seine          | 47° 18′ 57″ N, 4° 08′ 20″ E | 47° 26′ 59″ N, 4° 01′ 09″ E | 2 (21, 89)                     | 8                  | 3                  | Bussières, Cussy-les-Forges, Sainte-Magnance. |
| Ru de Baulches          | 26,4                    | l'Yonne                | la Seine          | 47° 40′ 53″ N, 3° 29′ 36″ E | 47° 51′ 09″ N, 3° 33′ 41″ E | 1 (89)                         | 8                  | 8                  | Chevannes, Coulangeron, Escamps, Merry-Sec, Monéteau, Perrigny, Saint-Georges-sur-Baulche, Villefargeau. |
| Ru de Brosses           | 10,7                    | 0                      | la Seine          | 47° 30′ 39″ N, 3° 41′ 05″ E | 47° 33′ 28″ N, 3° 38′ 34″ E | 1 (89)                         | 3                  | 3                  | Brosses, Châtel-Censoir, Merry-sur-Yonne. |
| Ru de Genotte           | 11,8                    | l'Yonne                | la Seine          | 47° 38′ 57″ N, 3° 32′ 11″ E | 47° 43′ 04″ N, 3° 37′ 57″ E | 1 (89)                         | 5                  | 5                  | Charentenay, Coulanges-la-Vineuse, Escolives-Sainte-Camille, Val-de-Mercy, Vincelles. |
| Ru de Melisey           | 11,7                    | Ruisseau de Baon       | la Seine          | 47° 55′ 24″ N, 4° 07′ 02″ E | 47° 51′ 07″ N, 4° 06′ 14″ E | 1 (89)                         | 4                  | 4                  | Mélisey, Saint-Martin-sur-Armançon, Tanlay, Trichey. |
| Ru de Montgerin         | 12,9                    | l'Yonne                | la Seine          | 48° 04′ 32″ N, 3° 08′ 41″ E | 48° 06′ 37″ N, 3° 16′ 14″ E | 1 (89)                         | 5                  | 5                  | Chaumot, Égriselles-le-Bocage, Marsangy, Piffonds, Vernoy. |
| Ru de Pouillien         | 10,5                    | la Laignes             | la Seine          | 47° 48′ 27″ N, 4° 17′ 10″ E | 47° 52′ 23″ N, 4° 21′ 00″ E | 2 (21, 89)                     | 4                  | 2                  | Gigny, Sennevoy-le-Bas. |
| Ru de Sinotte           | 15,7                    | l'Yonne                | la Seine          | 47° 47′ 44″ N, 3° 40′ 46″ E | 47° 51′ 55″ N, 3° 33′ 21″ E | 1 (89)                         | 5                  | 5                  | Auxerre, Gurgy, Monéteau, Venoy, Villeneuve-Saint-Salves. |
| Ru de Vallan            | 10,9                    | l'Yonne                | la Seine          | 47° 42′ 48″ N, 3° 32′ 38″ E | 47° 47′ 32″ N, 3° 35′ 09″ E | 1 (89)                         | 3                  | 3                  | Auxerre, Gy-l'Évêque, Vallan. |
| Ru de Vaucharme         | 16,4                    | le Serein              | la Seine          | 47° 42′ 04″ N, 3° 53′ 48″ E | 47° 48′ 34″ N, 3° 48′ 23″ E | 1 (89)                         | 6                  | 6                  | Aigremont, Chablis, Chemilly-sur-Serein, Chichée, Lichères-près-Aigremont, Nitry. |
| Ru du Champ Millet      | 10,1                    | le Serein              | la Seine          | 47° 33′ 18″ N, 4° 10′ 20″ E | 47° 32′ 17″ N, 4° 03′ 46″ E | 2 (21, 89)                     | 6                  | 5                  | Guillon, Pisy, Trévilly, Vassy-sous-Pisy, Vignes. |
| Ru du Cuivre            | 23                      | l'Ouanne               | la Seine          | 47° 45′ 39″ N, 3° 01′ 20″ E | 47° 56′ 23″ N, 3° 02′ 45″ E | 2 (45, 89)                     | 3                  | 2                  | Champignelles, Charny Orée de Puisaye. |
| Vau de Bouche           | 21,2                    | la Cure                | la Seine          | 47° 31′ 16″ N, 3° 57′ 50″ E | 47° 33′ 46″ N, 3° 46′ 30″ E | 1 (89)                         | 8                  | 8                  | Annay-la-Côte, Étaule, Girolles, Lucy-le-Bois, Précy-le-Sec, Provency, Sauvigny-le-Bois, . |
| Ru Galant               | 14,5                    | l'Yonne                | la Seine          | 48° 02′ 27″ N, 3° 25′ 55″ E | 48° 05′ 12″ N, 3° 17′ 29″ E | 1 (89)                         | 3                  | 3                  | Dixmont, Joigny, Villeneuve-sur-Yonne. |
| Ru Saint-Ange           | 21                      | l'Yonne                | la Seine          | 48° 03′ 15″ N, 3° 31′ 01″ E | 48° 05′ 42″ N, 3° 17′ 18″ E | 1 (89)                         | 4                  | 4                  | Les Bordes, Bussy-en-Othe, Dixmont, Villeneuve-sur-Yonne. |
| Ruisseau Bourdon        | 13,3                    | le Loing               | la Seine          | 47° 35′ 16″ N, 3° 10′ 54″ E | 47° 38′ 41″ N, 3° 04′ 12″ E | 1 (89)                         | 3                  | 3                  | Moutiers-en-Puisaye, Saint-Fargeau, Treigny. |
| Ruisseau d'Andryes      | 10,5                    | l'Yonne                | la Seine          | 47° 32′ 53″ N, 3° 25′ 15″ E | 47° 30′ 32″ N, 3° 31′ 15″ E | 2 (58, 89)                     | 4                  | 2                  | Andryes, Druyes-les-Belles-Fontaines. |
| Ruisseau de Baon        | 23,4                    | l'Armançon             | la Seine          | 47° 47′ 55″ N, 4° 13′ 49″ E | 47° 51′ 26″ N, 4° 03′ 06″ E | 1 (89)                         | 7                  | 7                  | Baon, Cruzy-le-Châtel, Gland, Pimelles, Saint-Martin-sur-Armançon, Stigny, Tanlay. |
| Ruisseau de Bornant     | 16,2                    | l'Armançon             | la Seine          | 47° 33′ 19″ N, 4° 11′ 33″ E | 47° 39′ 35″ N, 4° 15′ 01″ E | 2 (21, 89)                     | 6                  | 2                  | Aisy-sur-Armançon, Bierry-les-Belles-Fontaines. |
| Ruisseau de Cerilly     | 15,2                    | Aqueduc de la Vanne    | la Seine          | 48° 06′ 59″ N, 3° 39′ 18″ E | 48° 13′ 54″ N, 3° 36′ 36″ E | 2 (10, 89)                     | 6                  | 5                  | Boeurs-en-Othe, Cérilly, Flacy, Fournaudin, Venizy. |
| Ruisseau de Chamoux     | 11,8                    | Canal du Nivernais     | la Loire          | 47° 27′ 23″ N, 3° 39′ 39″ E | 47° 32′ 11″ N, 3° 37′ 54″ E | 1 (89)                         | 3                  | 3                  | Asnières-sous-Bois, Chamoux, Châtel-Censoir. |
| Ruisseau de la Brumance | 12                      | le Créanton            | la Seine          | 48° 05′ 14″ N, 3° 46′ 34″ E | 48° 01′ 00″ N, 3° 42′ 08″ E | 1 (89)                         | 4                  | 4                  | Neuvy-Sautour, Sormery, Turny, Venizy. |
| Ruisseau de Mauvotte    | 11,2                    | l'Yonne                | la Seine          | 48° 15′ 05″ N, 3° 23′ 38″ E | 48° 13′ 59″ N, 3° 15′ 40″ E | 1 (89)                         | 3                  | 3                  | Saint-Denis-lès-Sens, Soucy, . |
| Ruisseau de Saint-Marc  | 10,2                    | la Cure                | la Seine          | 47° 15′ 06″ N, 3° 59′ 16″ E | 47° 19′ 21″ N, 3° 58′ 57″ E | 2 (58, 89)                     | 4                  | 1                  | Quarré-les-Tombes. |
| Ruisseau d'Ocques       | 14,1                    | l'Yonne                | la Seine          | 48° 00′ 39″ N, 3° 09′ 11″ E | 48° 01′ 37″ N, 3° 18′ 44″ E | 1 (89)                         | 4                  | 4                  | Saint-Julien-du-Sault, Saint-Loup-d'Ordon, Saint-Martin-d'Ordon, Verlin. |
| Ruisseau du Boutois     | 11,5                    | l'Armance              | la Seine          | 48° 05′ 11″ N, 3° 51′ 07″ E | 48° 00′ 19″ N, 3° 50′ 48″ E | 2 (10, 89)                     | 5                  | 1                  | Soumaintrain. |
| Serein                  | 188,2                   | l'Yonne                | la Seine          | 47° 13′ 11″ N, 4° 26′ 07″ E | 47° 55′ 21″ N, 3° 31′ 28″ E | 2 (21, 89)                     | 53                 | 34                 | Angely, Annay-sur-Serein, Bassou, Beaumont, Blacy, Bonnard, Chablis, La Chapelle-Vaupelteigne, Chemilly-sur-Serein, Chichée, Cisery, Dissangis, Grimault, Guillon, Hauterive, Héry, L'Isle-sur-Serein, Ligny-le-Châtel, Maligny, Massangis, Môlay, Montréal, Noyers, Ormoy, Poilly-sur-Serein, Pontigny, Rouvray, Sainte-Magnance, Sainte-Vertu, Sauvigny-le-Beuréal, Seignelay, Trévilly, Vergigny, Villy. |
| Tholon                  | 37,9                    | 0                      | la Seine          | 47° 44′ 17″ N, 3° 22′ 02″ E | 47° 59′ 21″ N, 3° 21′ 09″ E | 1 (89)                         | 14                 | 14                 | Montholon, Beauvoir, Cézy, Chamvres, Chassy, Égleny, Joigny, Parly, Paroy-sur-Tholon, Pourrain, Saint-Aubin-sur-Yonne, Saint-Maurice-le-Vieil, Saint-Maurice-Thizouaille, Senan. |
| Vanne                   | 58,8                    | l'Yonne                | la Seine          | 48° 16′ 42″ N, 3° 52′ 27″ E | 48° 11′ 25″ N, 3° 16′ 06″ E | 2 (10, 89)                     | 22                 | 13                 | Bagneaux, Flacy, Foissy-sur-Vanne, Maillot, Malay-le-Grand, Malay-le-Petit, Molinons, Paron, Pont-sur-Vanne, Sens, Les Vallées de la Vanne, Villeneuve-l'Archevêque, Villiers-Louis. |
| Vernidard               | 11,5                    | la Romanée             | la Seine          | 47° 20′ 19″ N, 4° 06′ 11″ E | 47° 25′ 13″ N, 4° 05′ 02″ E | 3 (21, 58, 89)                 | 6                  | 2                  | Bussières, Saint-Léger-Vauban. |
| Vrille                  | 33                      | la Loire               | la Loire          | 47° 33′ 49″ N, 3° 11′ 33″ E | 47° 31′ 13″ N, 2° 52′ 30″ E | 2 (58, 89)                     | 5                  | 1                  | Treigny. |
| Vrin                    | 36                      | l'Yonne                | la Seine          | 47° 46′ 20″ N, 3° 19′ 27″ E | 47° 59′ 49″ N, 3° 20′ 31″ E | 1 (89)                         | 12                 | 12                 | La Celle-Saint-Cyr, Cézy, La Ferté-Loupière, Merry-la-Vallée, Les Ormes, Parly, Précy-sur-Vrin, Le Val d'Ocre, Sépeaux-Saint Romain, Sommecaise, Villiers-Saint-Benoît. |
| Yonne                   | 292,3                   | la Seine               | la Seine          | 46° 57′ 22″ N, 4° 00′ 39″ E | 48° 23′ 19″ N, 2° 57′ 26″ E | 4 (58, 71, 77, 89)             | 114                | 70                 | Appoigny, Armeau, Augy, Auxerre, Bassou, Bazarnes, Beaumont, Bonnard, Cézy, Champigny, Champlay, Champs-sur-Yonne, Charmoy, Châtel-Censoir, Chaumont, Chemilly-sur-Yonne, Cheny, Chichery, Coulanges-sur-Yonne, Courlon-sur-Yonne, Courtois-sur-Yonne, Crain, Deux Rivières, Cuy, Épineau-les-Voves, Escolives-Sainte-Camille, Étigny, Gisy-les-Nobles, Gron, Gurgy, Irancy, Joigny, Laroche-Saint-Cydroine, Lichères-sur-Yonne, Lucy-sur-Yonne, Mailly-la-Ville, Mailly-le-Château, Marsangy, Merry-sur-Yonne, Michery, Migennes, Monéteau, Paron, Passy, Pont-sur-Yonne, Prégilbert, Rosoy, Rousson, Saint-Aubin-sur-Yonne, Saint-Bris-le-Vineux, Saint-Denis-lès-Sens, Saint-Julien-du-Sault, Saint-Martin-du-Tertre, Sainte-Pallaye, Sens, Serbonnes, Sery, Trucy-sur-Yonne, Véron, Villeblevin, Villecien, Villemanoche, Villenavotte, Villeneuve-la-Guyard, Villeneuve-sur-Yonne, Villeperrot, Villevallier, Vincelles, Vincelottes, Vinneuf. |

### Autres cours d'eau
Plus de 1 400 cours d'eau sont recensés en 2014 dans le référentiel national BD Carthage sur le territoire départemental de l'Yonne, y compris les 62 cours d'eau naturels de longueur supérieure à 10 km déjà listés ci-dessus, ainsi que les canaux cités ci-dessous.
En lien avec la loi pour la reconquête de la biodiversité, de la nature et des paysages, publiée au Journal officiel du 9 août 2016, définissant la notion de cours d’eau, une instruction du gouvernement du 3 juin 2015 demande aux services d’État de mettre en place une cartographie du réseau hydrographique dans chaque département, afin de permettre aux riverains concernés de distinguer facilement les cours d’eau des fossés, non soumis aux mêmes règles : une intervention sur un cours d’eau allant au-delà de l’entretien courant ne peut en effet se faire que dans le cadre d’une déclaration ou autorisation « loi sur l’eau ». En outre les agriculteurs qui demandent les aides de la Politique agricole commune doivent implanter ou conserver une bande tampon de 5 mètres le long des cours d'eau classés au titre des B.C.A.E (Bonnes conditions agricoles et environnementales). Dans ce cadre, les services de l'État ont engagé une démarche progressive d'identification des cours d'eau.

## Canaux
Un canal est un ouvrage artificiel permettant la dérivation d’un cours d'eau afin de répondre à divers usages (irrigation, hydroélectricité, pisciculture, 
navigation, ouvrage  de  décharges  de  crue...). Seuls les travaux d’entretien des canaux sont soumis à la loi sur l'eau. Quatre canaux de longueur supérieure à 10 km sont recensés dans l'Yonne.
| Nom du cours d'eau                            | Longueur totale (en km) | Confluence | Bassin collecteur | Source                      | Point de confluence         | Départements irrigués | Communes irriguées | Communes irriguées | Communes irriguées |
| Nom du cours d'eau                            | Longueur totale (en km) | Confluence | Bassin collecteur | Source                      | Point de confluence         | Départements irrigués | Nb total           | Nb ds le dép.      | Communes du département |
| --------------------------------------------- | ----------------------- | ---------- | ----------------- | --------------------------- | --------------------------- | --------------------- | ------------------ | ------------------ | --- |
| Canal 01 de la Commune de la Brosse-Montceaux | 12,8                    | l'Yonne    | la Seine          | 48° 18′ 31″ N, 3° 10′ 48″ E | 48° 21′ 35″ N, 3° 01′ 47″ E | 2 (77, 89)            | 6                  | 5                  | Champigny, Chaumont, Villeblevin, Villemanoche, Villeneuve-la-Guyard. |
| Canal de Bourgogne                            | 158,1                   | l'Yonne    | la Seine          | 47° 15′ 12″ N, 4° 34′ 03″ E | 47° 57′ 39″ N, 3° 30′ 04″ E | 3 (10, 21, 89)        | 50                 | 24                 | Ancy-le-Franc, Ancy-le-Libre, Argentenay, Argenteuil-sur-Armançon, Brienon-sur-Armançon, Butteaux, Chassignelles, Cheney, Cry, Dannemoine, Esnon, Flogny-la-Chapelle, Germigny, Lézinnes, Migennes, Pacy-sur-Armançon, Percey, Perrigny-sur-Armançon, Ravières, Saint-Florentin, Saint-Martin-sur-Armançon, Tanlay, Tonnerre, Tronchoy. |
| Canal de Briare                               | 56,7                    | le Loing   | la Seine          | 48° 01′ 41″ N, 2° 43′ 20″ E | 47° 38′ 17″ N, 2° 43′ 56″ E | 2 (45, 89)            | 13                 | 1                  | Rogny-les-Sept-Écluses. |
| Canal du Nivernais                            | 174                     | la Loire   | la Loire          | 47° 47′ 32″ N, 3° 35′ 09″ E | 46° 50′ 16″ N, 3° 26′ 57″ E | 2 (58, 89)            | 53                 | 21                 | Augy, Auxerre, Bazarnes, Champs-sur-Yonne, Châtel-Censoir, Coulanges-sur-Yonne, Crain, Deux Rivières, Escolives-Sainte-Camille, Lichères-sur-Yonne, Lucy-sur-Yonne, Mailly-la-Ville, Mailly-le-Château, Merry-sur-Yonne, Prégilbert, Saint-Bris-le-Vineux, Sainte-Pallaye, Sery, Trucy-sur-Yonne, Vincelles, Vincelottes.               |

## Classement par fleuve et bassin versant
Les cours d'eau principaux de l'Yonne sont dans le bassin versant de la Seine et la Loire :
- la Seine, 776,6 km[S 1]
  - l'Yonne (rg[Note 3]), 292,3 km[S 3]
    - l'Armançon (rd), 202 km[S 4]
      - l'Armance (rd), 47,7 km[S 5]
        - le Boutois (rd), 11,5 km[S 6]

      - le Cléon (rg), 18,5 km[S 7]

    - la Cure (rd), 112 km[S 8]
      - le Chalaux (rg), 36,2 km[S 9]
      - le Cousin (rd), 67 km[S 10]
        - le Creusant (rd), 12,3 km[S 11]
        - la Romanée (rd), 25,9 km[S 12]

      - le Vau de Bouche (rd), 21,2 km[S 13]

    - la Druyes ou ruisseau d'Andryes (rg), 10,5 km[S 14]
    - l'Oreuse (rd), 17,1 km[S 15]
    - le Serein (rd), 188 km[S 16]
      - le ru de Borsin (rg), 3,2 km[S 17]

    - le Tholon (rg), 37,9 km[S 18]
      - l'Ocre (rg), 7,9 km[S 19]

    - la Vanne (rd), 59 km[S 20]
    - le Vrin (rg), 37 km[S 21]

  - le Loing (rg), 142,7 km[S 22]
    - l'Aveyron (rd), 30 km[S 23]
    - le Beaune (rd), 14,5 km[S 24]

- -     - le Betz (rd), 34,4 km[S 25]
    - le Lunain (rg), 51,4 km[S 26]
    - le Milleron (rd), 14,5 km[S 27]
    - l'Orvanne (rd), 38,9 km[S 28]
      - l'Orval (rd), 9,4 km[S 29]

    - l'Ouanne (rd), 83,8 km[S 30]
      - le Branlin (rg), 43,8 km[S 31]
        - l'Agréau (rg), 24 km[S 32]
        - la Rivière Rouge (rg), 4,1 km[S 33]

      - la Chanteraine (rd), 8,8 km[S 34]
      - le Ru du Cuivre (rg), 23 km[S 35]
      - les Entonnoirs (rd), 5,2 km[S 36]
        - la Rivière souterraine des Usages, 0,4 km[9]

      - le Péruseau (rd), 9,4 km[S 37]

    - la Cléry (rd), 43,1 km[S 38]
      - la Clairis
- la Loire 1 006 km[S 2]
  - la Cheuille (rd), 27,5 km[S 39]
  - la Trézée (rd), 32,4 km[S 40]
  - la Vrille (rd), 33 km[S 41]

## Hydrologie oustation hydrologique

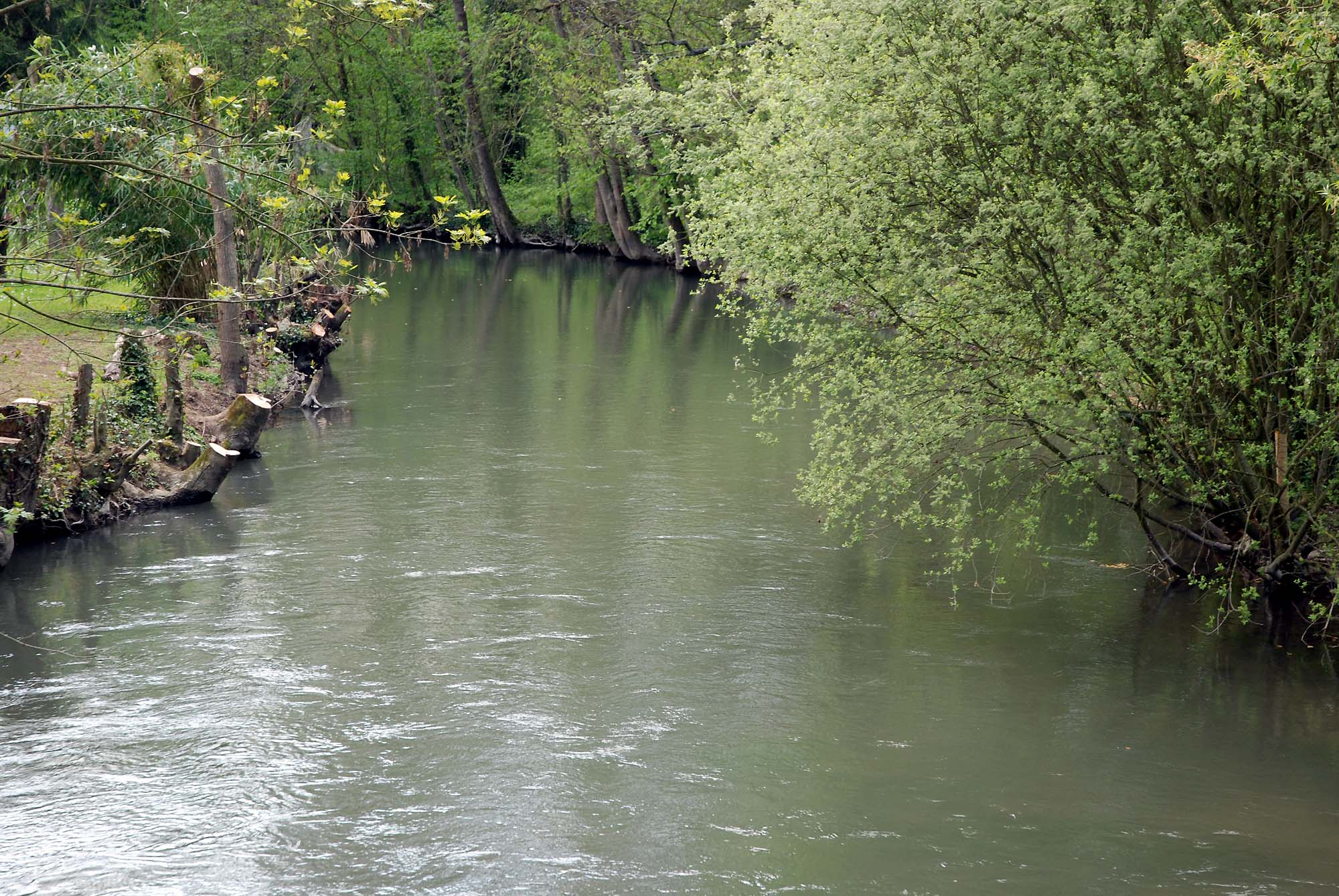
La Vanne à Bagneaux.

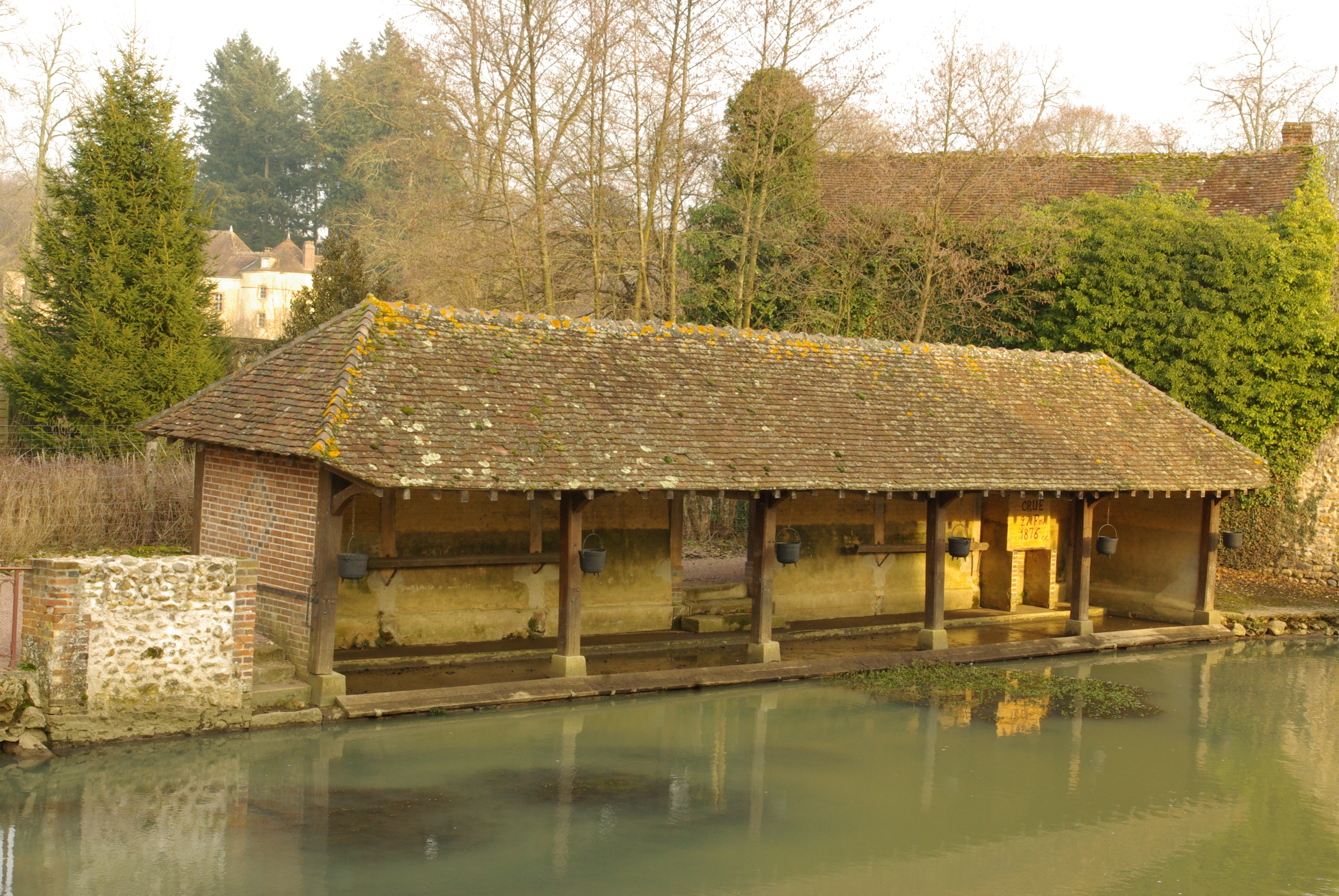
Lavoir inondable le long du Branlin à Tannerre-en-Puisaye.

La Banque Hydro a référencé les stations suivantes :
- L'Armançon à :
  - Aisy-sur-Armançon [amont][BH 1], Aisy-sur-Armançon [aval][BH 2], Tonnerre[BH 3], Tronchoy[BH 4], Brienon-sur-Armançon[BH 5], Jaulges[BH 6]
- Le Borsin à Savigny-en-Terre-Plaine[BH 7]
- Le Branlin à :
  - Champignelles[BH 8], Mézilles[BH 9]
- La Cure à :
  - Domecy-sur-Cure [Crescent Bois de Cure][BH 10], Saint-Père[BH 11], Foissy-lès-Vézelay [Seigland][BH 12], Pierre-Perthuis[BH 13], Arcy-sur-Cure[BH 14]
- Le Cousin (Trinquelin) à :
  - Saint-Léger-Vauban[BH 15], Saint-Léger-Vauban [avant barrage de Saint-Agnan][BH 16], Cussy-les-Forges[BH 17], Avallon[BH 18]
- Le drain à Saint-Fargeau [chambre de mesures][BH 19]
- La Fosse Dionne [source] à Tonnerre[BH 20]
- Le ru du Four à :
  - Saint-Fargeau [Ronchères][BH 21], Saint-Fargeau [Les Perriaux][BH 22], Saint-Fargeau [Montréal][BH 23]
- Le Loing à Saint-Martin-des-Champs [Le Moulin de la Prairie][BH 24]
- L'Ouanne à :
  - Toucy[BH 25], Charny[BH 26]
- La Romanée à Bussières[BH 27]
- Le Serein à :
  - Guillon [Courterolles][BH 28], Dissangis[BH 29], Noyers[BH 30], Chablis[BH 31], Chablis [Pont de la déviation][BH 32], Beaumont[BH 33], Chablis [Ville_Crues][BH 34]
- Le Tholon à :
  - Senan[BH 35], Champvallon[BH 36]
- La Vanne à Pont-sur-Vanne[BH 37]
- Le Vau de Bouche à Lucy-le-Bois[BH 38]
- Le Vrin à Précy-sur-Vrin[BH 39]
- l'Yonne à :
  - Mailly-la-Ville[BH 40], Prégilbert[BH 41], Auxerre [Pont Paul Bert][BH 42], Gurgy[BH 43], Joigny[BH 44], Joigny [passerelle][BH 45], Joigny [Pont][BH 46], Joigny [station US][BH 47], Sens[BH 48], Saint-Martin-du-Tertre [Saint Martin][BH 49], Pont-sur-Yonne[BH 50], Courlon-sur-Yonne[BH 51], Courlon-sur-Yonne [Courlon (barrage amont)][BH 52]